# 世紀帝國III：決定版
《世紀帝國III：決定版》是由Tantalus Media、Forgotten Empires開發的即時戰略遊戲，發行商為Xbox遊戲工作室，於2020年10月15日上市。

## 遊戲內容

### 發佈
2017年8月21日，微軟在科隆遊戲展上公布了《世紀帝國III：決定版》。2019年8月20日，微軟宣布《世紀帝國III：決定版》由Tantalus Media開發。
2020年1月23日，微軟宣佈內測將於2月初開始。每個測試環節都將包括一小部分遊戲。更大的封閉測試會話將專門用於多人遊戲和配對。戰役測試環節將僅限於極少數玩家，並且僅限於某些任務。第一次封閉測試環節於2020年2月11日開始，並於2020年2月19日結束。第二次封閉式多人測試環節於3月31日開始，一直持續到2020年4月7日。
2020年8月27日，微軟在科隆遊戲展上公佈了預告片。遊戲於2020年10月15日在Steam、Microsoft Store和Xbox Game Pass上發布。

### 基於歷史的修正
原本的遊戲過度以歐洲殖民者的視角來看待美洲和亞洲的文化，因此非歐洲的幾個遊戲文明全部被重新設計。
- 美洲改動：易洛魁人和蘇族人在歷史上不會像白人一樣自由開採黃金，所以也不能使用遊戲中的礦場，取而代之的是在礦場旁邊建立“毛皮貿易站”賺取金錢；印第安人一跳舞就能獲得魔法加成的“火坑”被改造成歷史中存在過的“社區廣場”，增加戰士們的凝聚力和愛國心；像精靈一樣操控植物和動物的魔法“自然友誼”被替換為僅能轉換人類寶藏守護者的能力。
- 亞洲改動：中國明朝的髮型不再是滿清的辮子頭，服裝也變為接近漢服而不是滿洲服的樣式；印度的大量建築去卡通化，變為符合歷史的設計，不會有過度的反白光和膨脹的洋蔥頭。

### DLC
加入美國文明的資料片於 2021年4月10日宣布，並於2021年4月14日發佈，在限定時間內(台灣時間2021年4/15至6/23)，玩家可以通過完成50個以美國各州為主題的挑戰免費解鎖。
第二個資料片《非洲皇室》於2021年7月20日宣布並於2021年8月3日發佈，《非洲皇室》資料片增加了兩個新文明，衣索比亞人和豪薩人，以及三個新的歷史戰役，15個新的非洲人地圖、5個新的非洲土著文明結盟，以及 11 項新成就。
加入墨西哥文明的資料片於2021年11月22日公佈，並於2021年12月1日發佈，除了新文明，遊戲還增加了幾個以墨西哥文明和美國文明為中心的歷史戰鬥場景，以及美國文明的10項新成就和附加內容。
另一個擴展包《地中海的騎士》於2022 年5月12日宣佈，增加了義大利和馬耳他（即醫院騎士團）文明，並於2022年5月27日發佈。

### 更新
決定版會不定期更新，並推出DLC的文明、地圖與歷史戰役。文明的部分增加了：美國、墨西哥、義大利、馬爾他、衣索比亞、豪薩等文明。
歐洲王朝增加了法國的波旁王朝；德國的哈布斯堡王朝、維特爾斯巴赫王朝、漢諾威王朝、韋廷王朝、歐登堡王朝；希臘的法那爾王朝；波蘭的雅蓋隆王朝；瑞典的瓦薩王朝等。
非洲王朝則增加柏柏蘇丹國、約魯巴王國、索馬利亞蘇丹國、蘇丹國、阿坎王國等。
地圖的部分增加了以歷史事件為背景的地圖，像是俄土戰爭、八十年戰爭、大北方戰爭、大土耳其戰爭、大洪水時代、拿破崙戰爭、義大利戰爭等，還有黑森林競技場供玩家選擇。
歷史戰役為新的玩法，以重現歷史上的各戰役為看點，增加了燒毀費城號、多洛雷斯呼聲、昆士頓高地戰役、豪薩的殞落、王子紛爭的年代、三王之戰、阿爾及爾、克里斯多福•達•伽馬的遠征、楚瓦什海角、突襲加勒比海、迪凱納堡壘、紐奧良戰役等。